# 2021–2022-es szlovák labdarúgó-bajnokság (első osztály)
A 2021–2022-es szlovák labdarúgó-bajnokság (hivatalos nevén Fortuna liga) a szlovák labdarúgó-bajnokság legmagasabb osztályának 29. kiírása. A bajnoki címvédő az ŠK Slovan Bratislava.

## A bajnokság rendszere
A pontvadászat 12 csapat részvételével zajlott, a csapatok a őszi-tavaszi lebonyolításban három teljes körös rendszerben mérkőztek meg egymással. Minden csapat minden csapattal háromszor játszott, kétszer pályaválasztóként, egyszer idegenben, vagy ennek ellentéteként egyszer pályaválasztóként, kétszer pedig idegenben. 
A pontvadászat végső sorrendjét a 33 bajnoki forduló eredményei határozzák meg a szerzett összpontszám alapján kialakított rangsor szerint. A mérkőzések győztes csapatai 3 pontot, döntetlen esetén mindkét csapat 1-1 pontot kap. Vereség esetén nem jár pont.
Azonos összpontszám esetén a bajnokság sorrendjét az alábbi szempontok alapján határozzák meg:
1. az egymás ellen játszott bajnoki mérkőzések pontkülönbsége;
2. az egymás ellen játszott bajnoki mérkőzések gólkülönbsége;
3. az egymás ellen játszott bajnoki mérkőzéseken szerzett gólok száma;
4. a bajnoki mérkőzések gólkülönbsége;
5. a bajnoki mérkőzéseken szerzett gólok száma;

## Részt vevő csapatok
| Csapat                       | Város             | Stadion                   |
| ---------------------------- | ----------------- | ------------------------- |
| AS Trenčín                   | Trencsén          | na Sihoti Stadion         |
| Dunajská Streda              | Dunaszerdahely    | MOL Aréna                 |
| FK Pohronie                  | Garamszentkereszt | Mestský štadión           |
| MFK Zemplín Michalovce       | Nagymihály        | Mestský futbalový štadión |
| FK Senica                    | Szenice           | OMS Aréna                 |
| MFK Ružomberok               | Rózsahegy         | MFK Ružomberok Stadion    |
| MŠK Žilina                   | Zsolna            | Štadión Pod Dubňom        |
| ŠK Slovan Bratislava         | Pozsony           | Tehelné pole              |
| FC Spartak Trnava            | Nagyszombat       | Anton Malatinský Stadium  |
| ŠKF Sereď                    | Szered            | Stadium Myjava            |
| FC ViOn Zlaté Moravce        | Aranyosmarót      | Štadión FC ViOn           |
| MFK Tatran Liptovský Mikuláš | Liptószentmiklós  | Stadium Liptovský Mikuláš |

| FK AS Trenčín           | FC DAC 1904               | FK Pohronie             | Michalovce                     |
| ----------------------- | ------------------------- | ----------------------- | ------------------------------ |
| Štadión pod Dubňom UEFA | MOL Aréna UEFA            | Mestský štadión UEFA    | Mestský futbalový štadión UEFA |
| férőhely: 11,258        | férőhely: 12,700          | férőhely: 2,309         | férőhely: 4,440                |
|                         |                           |                         |                                |
| FK Senica               | MFK Ružomberok            | MŠK Žilina              | Slovan Bratislava              |
| OMS Arena UEFA          | Štadión pod Čebraťom UEFA | Štadión pod Dubňom UEFA | Tehelné pole UEFA              |
| férőhely: 5,070         | férőhely: 4,817           | férőhely: 11,258        | férőhely: 22,500               |
|                         |                           |                         |                                |
| Spartak Trnava          | ŠKF Sereď                 | Zlaté Moravce           | MFK Tatran Liptovský Mikuláš   |
| ŠAM - City Arena UEFA   | Stadium Myjava UEFA       | Štadión FC ViOn UEFA    | Stadium Liptovský Mikuláš UEFA |
| férőhely: 19,200        | férőhely: 2,709           | férőhely: 4,000         | férőhely: 1,950                |
|                         |                           |                         |                                |

### Bajnokság állása
| Hely. | Csapat                   | M  | Gy | D | V  | G+ | G– | Gk  | P  | Továbbjutás |
| ----- | ------------------------ | -- | -- | - | -- | -- | -- | --- | -- | ----------- |
| 1.    | Slovan Bratislava        | 22 | 16 | 5 | 1  | 52 | 16 | +36 | 53 | felsőház    |
| 2.    | Spartak Trnava           | 22 | 13 | 6 | 3  | 29 | 12 | +17 | 45 | felsőház    |
| 3.    | Ružomberok               | 22 | 11 | 8 | 3  | 39 | 17 | +22 | 41 | felsőház    |
| 4.    | DAC Dunajská Streda      | 22 | 10 | 6 | 6  | 28 | 23 | +5  | 36 | felsőház    |
| 5.    | Sereď                    | 22 | 9  | 5 | 8  | 28 | 28 | 0   | 32 | felsőház    |
| 6.    | Žilina                   | 22 | 8  | 6 | 8  | 34 | 33 | +1  | 30 | felsőház    |
| 7.    | Senica                   | 22 | 7  | 6 | 9  | 21 | 32 | −11 | 27 | alsóház     |
| 8.    | Trenčín                  | 22 | 6  | 7 | 9  | 32 | 33 | −1  | 25 | alsóház     |
| 9.    | Zemplín Michalovce       | 22 | 7  | 2 | 13 | 20 | 31 | −11 | 23 | alsóház     |
| 10.   | Tatran Liptovský Mikuláš | 22 | 5  | 6 | 11 | 27 | 43 | −16 | 21 | alsóház     |
| 11.   | Zlaté Moravce            | 22 | 4  | 7 | 11 | 22 | 36 | −14 | 19 | alsóház     |
| 12.   | Pohronie                 | 22 | 2  | 4 | 16 | 19 | 47 | −28 | 10 | alsóház     |

- az egymás ellen játszott bajnoki mérkőzések pontkülönbsége;
- az egymás ellen játszott bajnoki mérkőzések gólkülönbsége;
- az egymás ellen játszott bajnoki mérkőzéseken szerzett gólok száma;
- a bajnoki mérkőzések gólkülönbsége;
- a bajnoki mérkőzéseken szerzett gólok száma;

Bajnokságot vezető csapatok nevei, fordulónkénti bontásban

### Felsőház
| Hely. | Csapat                  | M  | Gy | D  | V  | G+ | G– | Gk  | P  | Továbbjutás                                          |  | SLO | RUŽ | TRN | DAC | SER | ŽIL |
| ----- | ----------------------- | -- | -- | -- | -- | -- | -- | --- | -- | ---------------------------------------------------- |  | --- | --- | --- | --- | --- | --- |
| 1.    | Slovan Bratislava (B)   | 32 | 22 | 8  | 2  | 71 | 25 | +46 | 74 | Bajnokok ligája 1. selejtezőkör                      |  | —   | 1–1 | 1–0 | 3–1 | 5–1 | 2–2 |
| 2.    | Ružomberok              | 32 | 17 | 12 | 3  | 58 | 23 | +35 | 63 | Európa Konferencia Liga 1. selejtezőkör              |  | 0–0 | —   | 0–0 | 4–1 | 3–1 | 3–0 |
| 3.    | Spartak Trnava          | 32 | 17 | 9  | 6  | 36 | 17 | +19 | 60 | Európa Konferencia Liga 2. selejtezőkör              |  | 0–1 | 0–0 | —   | 1–0 | 0–1 | 1–0 |
| 4.    | DAC Dunajská Streda (O) | 32 | 12 | 10 | 10 | 39 | 37 | +2  | 46 | Európa Konferencia Liga indulásért való pótselejtező |  | 2–0 | 2–3 | 1–1 | —   | 0–0 | 2–0 |
| 5.    | Sereď (K)               | 32 | 10 | 9  | 13 | 34 | 46 | −12 | 39 | Kiesés                                               |  | 0–3 | 1–3 | 0–2 | 0–0 | —   | 1–1 |
| 6.    | Žilina                  | 32 | 8  | 10 | 14 | 43 | 52 | −9  | 34 | Európa Konferencia Liga indulásért való pótselejtező |  | 2–3 | 0–2 | 1–2 | 2–2 | 1–1 | —   |

1. ↑  A Spartak Trnava a Szlovák Kupa-győztesként kvalifikálta magát az Európa-liga 2. selejtezőkörébe.
2. ↑  A Sereď nem kapott licencet a következő szezonra, és automatikusan kiesett.[1]

### Alsóház
| Hely. | Csapat                   | M  | Gy | D | V  | G+ | G– | Gk  | P  | Továbbjutás vagy kiesés                              |  | TRE | TLM | ZMI | SEN | ZLM | POH |
| ----- | ------------------------ | -- | -- | - | -- | -- | -- | --- | -- | ---------------------------------------------------- |  | --- | --- | --- | --- | --- | --- |
| 7.    | Trenčín                  | 32 | 13 | 9 | 10 | 58 | 43 | +15 | 48 | Európa Konferencia Liga indulásért való pótselejtező |  | —   | 5–2 | 2–2 | 4–1 | 4–3 | 2–0 |
| 8.    | Tatran Liptovský Mikuláš | 32 | 11 | 7 | 14 | 42 | 57 | −15 | 40 | Európa Konferencia Liga indulásért való pótselejtező |  | 0–3 | —   | 3–1 | 2–1 | 2–2 | 1–0 |
| 9.    | Zemplín Michalovce       | 32 | 12 | 4 | 16 | 32 | 42 | −10 | 40 |                                                      |  | 1–0 | 1–2 | —   | 1–0 | 1–0 | 1–0 |
| 10.   | Senica (R)               | 32 | 9  | 7 | 16 | 29 | 51 | −22 | 34 | Kiesés                                               |  | 0–3 | 0–3 | 2–1 | —   | 0–0 | 2–1 |
| 11.   | Zlaté Moravce            | 32 | 7  | 9 | 16 | 33 | 50 | −17 | 30 |                                                      |  | 0–2 | 0–1 | 1–1 | 3–2 | —   | 1–3 |
| 12.   | Pohronie (R)             | 32 | 4  | 6 | 22 | 27 | 59 | −32 | 18 | Kiesés                                               |  | 1–1 | 1–1 | 1–2 | 1–0 | 0–1 | —   |

1. ↑  A Senica nem kapott licencet a következő szezonra, és automatikusan kiesett.

## Európa Konferencia Liga indulásért való pótselejtező

### Elődöntő
| 2022. május 24. 18:00 |

| MŠK Žilina | 0-2               | AS Trenčín                  |
| ---------- | ----------------- | --------------------------- |
|            | (0-1) Jegyzőkönyv | Kozlovský 44' Kupusović 49' |

| Štadión Pod Dubňom, Zsolna Nézőszám: 1065 Játékvezető: Michal Smolák |

| 2022. május 24. 19:30 |

| DAC Dunajská Streda                               | 4-2               | Tatran Liptovský Mikuláš |
| ------------------------------------------------- | ----------------- | ------------------------ |
| Nebyla 8' Cigaņiks 27' Andzouana 58' Krstović 64' | (2-0) Jegyzőkönyv | Káčerík 67' Flak 79'     |

| MOL Aréna, Dunaszerdahely Nézőszám: 4 338 Játékvezető: Peter Kráľovič |

### Döntő
| 2022. május 27. 20:00 |

| DAC Dunajská Streda       | 2-1               | AS Trenčín |
| ------------------------- | ----------------- | ---------- |
| Kružliak 26' Krstović 85' | (1-0) Jegyzőkönyv | Azango 72' |

| MOL Aréna, Dunaszerdahely Nézőszám: 5 257 Játékvezető: Ivan Kružliak |

### A góllövőlista élmezőnye
Frissítve: 2022. május 27-én.
| Helyezés | Játékos              | Klub                     | Gólok |
| -------- | -------------------- | ------------------------ | ----- |
| 1        | Jakub Kadák          | Trenčín                  | 13    |
| 2        | Philip Azango1       | Trenčín                  | 10    |
| 2        | Martin Regáli        | Ružomberok               | 10    |
| 4        | Ezekiel Henty        | Slovan Bratislava        | 9     |
| 5        | Milan Risztovszki    | Spartak Trnava           | 8     |
| 5        | Jaromír Zmrhal       | Slovan Bratislava        | 8     |
| 5        | Miloš Lačný          | Pohronie                 | 8     |
| 8        | Elvis Mashike Sukisa | Senica                   | 7     |
| 8        | Vladimír Weiss       | Slovan Bratislava        |       |
| 8        | Samuel Mráz          | Slovan Bratislava        |       |
| 8        | Njegoš Kupusović1    | Trenčín                  |       |
| 8        | Martin Boďa          | Ružomberok               |       |
| 8        | Nikola Krstović2     | DAC Dunajská Streda      |       |
| 8        | Tomáš Ďubek          | Zlaté Moravce            |       |
| 8        | Dragan Andrić        | Tatran Liptovský Mikuláš |       |

1 plusz 1 gól a rájátszásban

2 plusz 2 gól a rájátszásban

### Mesterhármasok
| Forduló | Játékos          | Klub                | Ellenfél                 | Végeredmény | Dátum               | Megjegyzés |
| ------- | ---------------- | ------------------- | ------------------------ | ----------- | ------------------- | ---------- |
| 6       | Ezekiel Henty    | Slovan Bratislava   | Zlaté Moravce            | 4–1 (H)     | 2021. augusztus 29. | [ 3 ]      |
| 22      | Nikola Krstović  | DAC Dunajská Streda | Žilina                   | 3–1 (H)     | 2022. február 26.   | [ 4 ]      |
| Ráj.8   | Njegoš Kupusović | Trenčín             | Tatran Liptovský Mikuláš | 5–2 (H)     | 2022. április 30.   | [ 5 ]      |

### A hónap legjobb játékosai
| Hónap            | Hónap Játékosa     | Hónap Játékosa      | Hónap gólja         | Hónap gólja              | Források      |
| Hónap            | Játékos            | Csapat              | Játékos             | Csapat                   | Források      |
| ---------------- | ------------------ | ------------------- | ------------------- | ------------------------ | ------------- |
| Július/Augusztus | Jakub Kadák        | Trenčín             | Schäfer András      | DAC Dunajská Streda      | [ 6 ] [ 7 ]   |
| Szeptember       | Erik Jendrišek     | Trenčín             | Ľuboslav Laura      | Tatran Liptovský Mikuláš | [ 8 ] [ 9 ]   |
| Október          | Ján Maslo          | Ružomberok          | Kiriákosz Szavídisz | Spartak Trnava           | [ 10 ] [ 11 ] |
| November         | Martin Regáli      | Ružomberok          | Egy Maulana Vikri   | Senica                   | [ 12 ] [ 13 ] |
| December         | Lukáš Fabiš        | Ružomberok          | Matej Trusa         | Zemplín Michalovce       | [ 14 ] [ 15 ] |
| Február          | Roko Jureškin      | Sereď               | Roko Jureškin       | Sereď                    | [ 16 ]        |
| Március          | Vladimír Weiss Jr. | Slovan Bratislava   | Brahim Moumou       | DAC Dunajská Streda      |               |
| Április          | Tomáš Ďubek        | Zlaté Moravce       | Andrejs Cigaņiks    | DAC Dunajská Streda      |               |
| Május            | Nikola Krstović    | DAC Dunajská Streda | Nikola Krstović     | DAC Dunajská Streda      | [ 17 ]        |

## Nemzetközi szereplés
| Csapat               | Kiírás                       | Forduló         | Ellenfél         | 1. mérk. | 2. mérk.      | Össz. |
| -------------------- | ---------------------------- | --------------- | ---------------- | -------- | ------------- | ----- |
| ŠK Slovan Bratislava | Bajnokok ligája              | 1. selejtezőkör | Shamrock Rovers  | 2-0 (o)  | 1-2 (i)       | 3-2   |
| ŠK Slovan Bratislava | Bajnokok ligája              | 2. selejtezőkör | Young Boys       | 0-0 (o)  | 2-3 (i)       | 2-3   |
| ŠK Slovan Bratislava | Európa-liga                  | 3. selejtezőkör | Lincoln          | 3-1 (i)  | 1-1 (i)       | 4-2   |
| ŠK Slovan Bratislava | Európa-liga                  | Play-off        | Olympiakos       | 0-3 (i)  | 2-2 (o)       | 2-5   |
| ŠK Slovan Bratislava | UEFA Európa Konferencia Liga | Csoportkör      | FC København     | 1-3(o)   | 0-2 (i)       | 1-5   |
| ŠK Slovan Bratislava | UEFA Európa Konferencia Liga | Csoportkör      | PAÓK             | 1-1 (1)  | 0-0 (o)       | 1-1   |
| ŠK Slovan Bratislava | UEFA Európa Konferencia Liga | Csoportkör      | Lincoln          | 2-0 (o)  | 4-1 (i)       | 6-1   |
| FC DAC 1904          | UEFA Európa Konferencia Liga | 2. selejtezőkör | FK Partizan      | 0-1 (i)  | 0-2 (o)       | 0-3   |
| FC Spartak Trnava    | UEFA Európa Konferencia Liga | 1. selejtezőkör | Mosta FC         | 2-3 (i)  | 2-0 (o)       | 4-3   |
| FC Spartak Trnava    | UEFA Európa Konferencia Liga | 2. selejtezőkör | Sepsi OSK        | 0-0 (o)  | 1-1 (bün:4-3) | 1-1   |
| FC Spartak Trnava    | UEFA Európa Konferencia Liga | 3. selejtezőkör | Makkabi Tel-Aviv | 0-0 (o)  | 0-1 (i)       | 0-1   |
| MŠK Žilina           | UEFA Európa Konferencia Liga | 1. selejtezőkör | SZK Dila Gori    | 5-1 (o)  | 1-2 (i)       | 6-3   |
| MŠK Žilina           | UEFA Európa Konferencia Liga | 2. selejtezőkör | Apollon Limassol | 3-1 (i)  | 2-2 (o)       | 5-3   |
| MŠK Žilina           | UEFA Európa Konferencia Liga | 3. selejtezőkör | Tobil            | 1-0 (i)  | 5-0 (o)       | 6-0   |
| MŠK Žilina           | UEFA Európa Konferencia Liga | Play-off        | FK Jablonec      | 1-5 (i)  | 0-3 (o)       | 1-8   |